# Bacanius hatchi
Bacanius hatchi är en skalbaggsart som beskrevs av Wenzel 1960. Bacanius hatchi ingår i släktet Bacanius och familjen stumpbaggar. Inga underarter finns listade i Catalogue of Life.